# Weeki Wachee
Weeki Wachee és una població dels Estats Units a l'estat de Florida. Segons el cens del 2000 tenia 12 habitants.

## Demografia
Segons el cens del 2000, Weeki Wachee tenia 12 habitants, 5 habitatges, i 5 famílies. La densitat de població era de 4,5 habitants/km².
Dels 5 habitatges en un 40% hi vivien nens de menys de 18 anys, en un 40% hi vivien parelles casades, en un 60% dones solteres, i en un 0% no eren unitats familiars. En el 0% dels habitatges hi vivien persones soles el 0% de les quals corresponia a persones de 65 anys o més que vivien soles. El nombre mitjà de persones vivint en cada habitatge era de 2,4 i el nombre mitjà de persones que vivien en cada família era de 2,4.
Per edats la població es repartia de la següent manera: un 41,67% tenia menys de 18 anys, un 0% entre 18 i 24, un 16,67% entre 25 i 44, un 16,67% de 45 a 60 i un 24,99% 65 anys o més.
L'edat mediana era de 35 anys. Per cada 100 dones de 18 o més anys hi havia 40 homes.
La renda mediana per habitatge era de 50.625 $ i la renda mediana per família de 50.625 $. Els homes tenien una renda mediana de 31.250 $ mentre que les dones 0 $. La renda per capita de la població era de 12.022 $. Entorn del 33,33% de les famílies i el 58,33% de la població estaven per davall del llindar de pobresa.

## Poblacions més properes
El següent diagrama mostra les poblacions més properes.